# Sanering (stadsplanering)

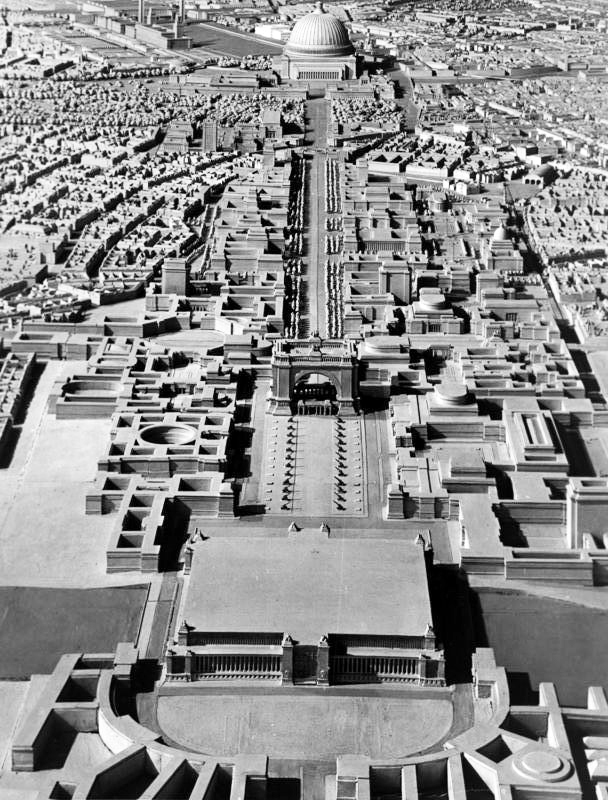
Albert Speers saneringsplan från 1939 för ett framtida Berlin; "världshuvudstaden" Germania. Projektet blev aldrig genomfört.

Sanering betyder inom byggnadstekniken en genomgripande förnyelse av en eller flera byggnader eller hela stadsområden som även kan inkludera rivning. Man skiljer mellan byggnadssanering och stadssanering, men gränsen är något flytande.
En byggnadssanering är en renovering eller modernisering av ett eller flera byggnadsverk. Saneringen vidtas för att få bort tekniska fel och brister i bebyggelsen eller för att höja bostadsstandarden. En sanering är inte samma sak som fortlöpande reparation och underhåll, dock kan en sanering blir erforderlig om bebyggelsens underhåll har försummats under en längre tid.
Stadssanering, även kallat citysanering, är ett begrepp inom stadsplanering som innebär förnyelse av äldre bebyggelse i syfte att skapa bättre hygieniska betingelser och kommunikationer i gamla stadskärnor, typiskt med trånga gränder och föråldrade fastigheter med eftersatt underhåll.

## Byggnadssanering

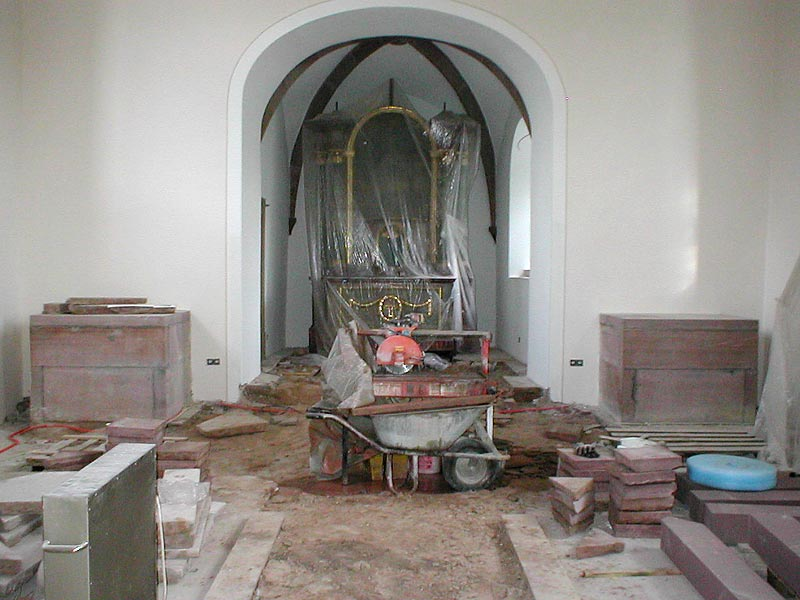
Sanering av en kyrka i Tyskland

Vid sanering av en eller flera byggnader vidtas en genomgripande reparation eller förnyelse av byggnadsdelar inklusive höjning till modern bostadsstandard och energisparande åtgärder. Typiska saneringsåtgärder omfattar ofta reparation av byggnadsstommen för att garantera husets hållfasthet, till exempel förstärkningar av byggnadens fundament. 
Vidare ingår installationer för värme, vatten och avlopp, exempelvis byte av avloppsstammar och uppvärmningsanordningar samt förbättring av ventilation. Andra åtgärder vid en sanering är bland annat tilläggsisolering av ytterväggar och tak, byte eller renovering av fönster,  byte eller renovering av tätskikt i våtutrymmen (badrum, dusch, tvättstuga), installation av hiss, asbestsanering, mögelsanering och radonsanering.

## Kvarterssanering och stadssanering
En kvarterssanering berör ett stadskvarter och innebär i regel att gårdsbyggnader rivs och innergårdar slås samman, för att få mera ljus. Ett exempel för en lyckad kvarterssanering är Kvarteret Cepheus i Gamla stan i Stockholm som sanerades 1936 till 1970.
En stadssanering eller citysanering omfattar flera byggnader, hela kvarter eller hela gatustråk. Stadssaneringar behöver inte enbart beröra äldre bebyggelse. Ett exempel för sanering av nyare bostadsproduktion från 1960- och 1970-talen gäller ombyggnad alternativt rivning av byggnader som uppfördes i Sverige under miljonprogrammet. I Tyskland finns liknande projekt där de så kallade "Plattenbauten" från 1960-talet (bostäder byggda med betongelement) har fått ett dåligt rykte.
En stadssanering som omfattar större områden vidtas för att kunna genomföra nödvändiga stadsförnyande åtgärder som modernisering av infrastrukturen och byggnadsbeståndet inom ramen av en stadsplanering. I dessa sammanhang är ofta rivning av byggnadsbeståndet den enda möjligheten att genomföra stadsplanen.

## Saneringar i världen

### Tyskland

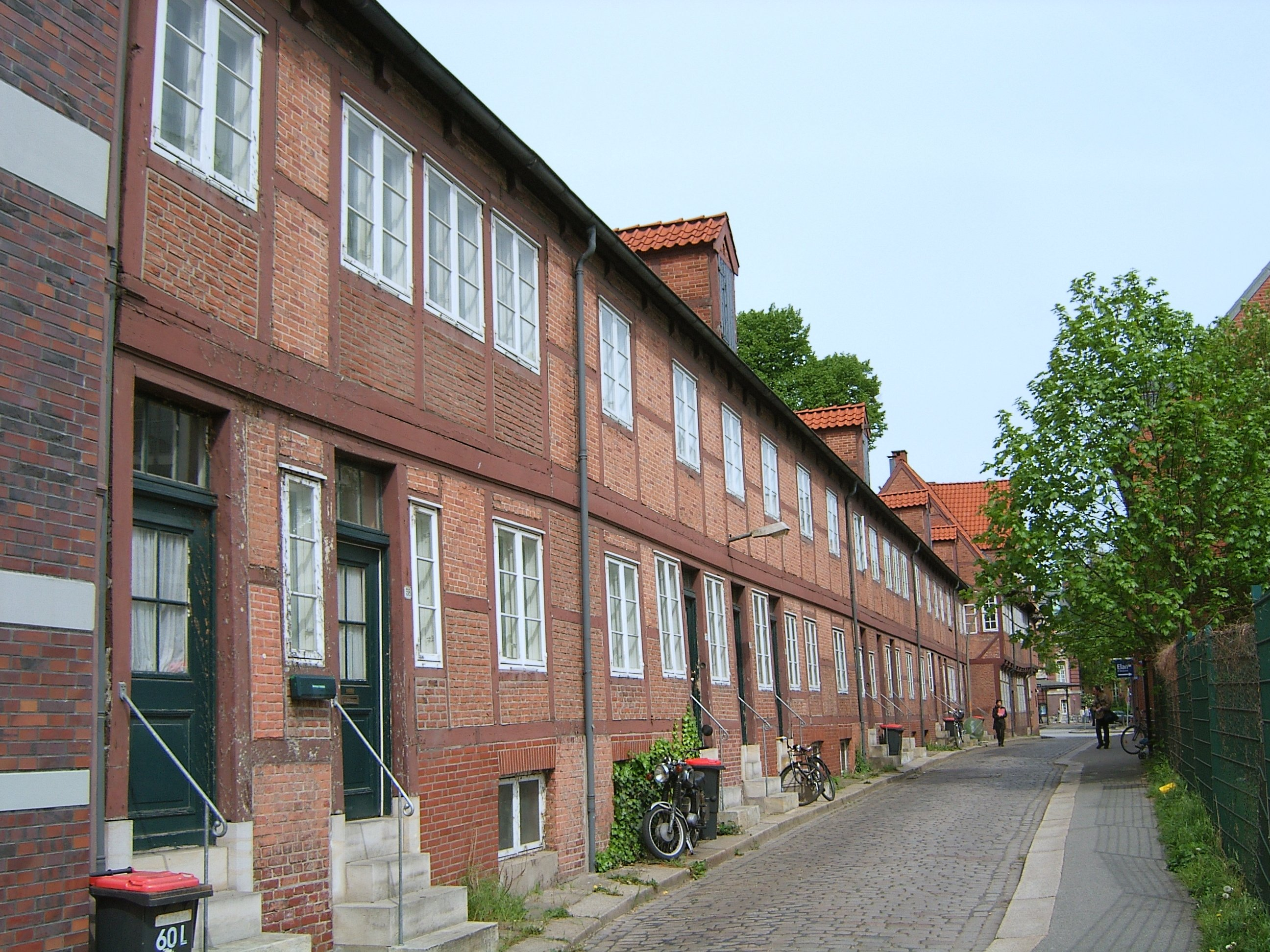
Bäckerbreitergang, en rest av Gängeviertel i Hamburg

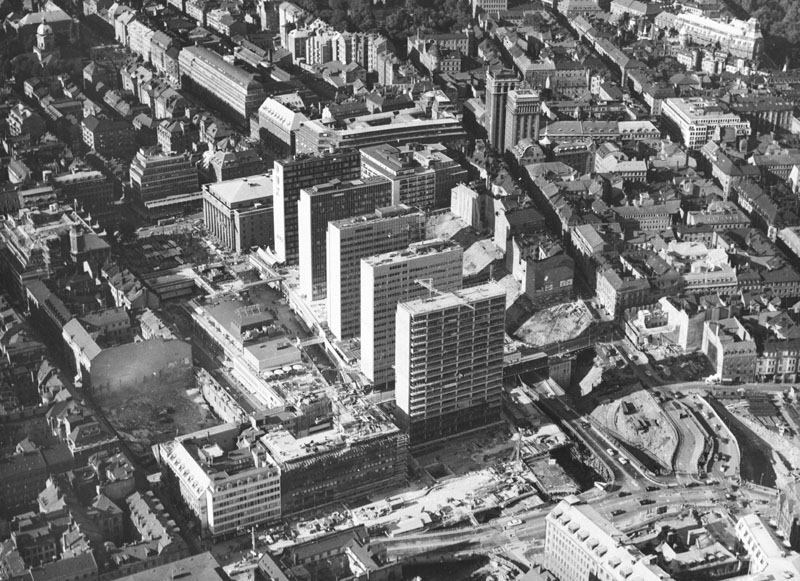
Norrmalmsregleringen i Stockholm

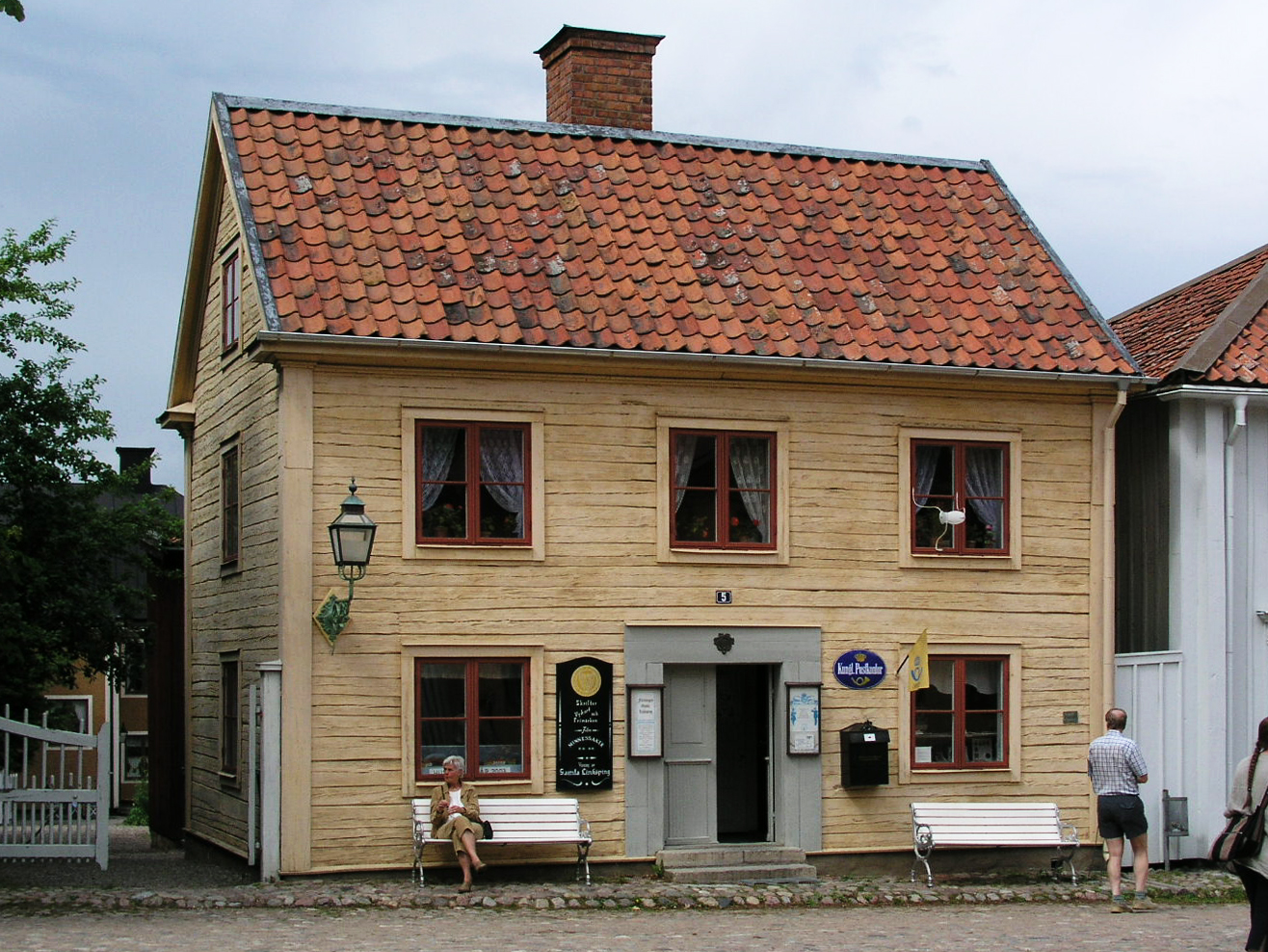
Postkontor i Gamla Linköping

Som första moderna stadssanering räknas Scheunenviertel, ett centralt beläget område i stadsdelen Mitte i Berlin som revs och nybebyggdes på 1930-talet under borgmästaren Ernst Reuter.
Den största stadssaneringen i Tyskland, som dock aldrig genomfördes, var Hitlers planer att bygga om Berlin till världshuvudstad Germania.
Den största saneringen som genomfördes i Tyskland på 1960-talet under borgmästaren Willy Brandt var ett område vid Brunnenstrasse i Gesundbrunnen i dåvarande Västberlin.
I Hamburg revs i Neustadt 1958 det mesta av återstoden av Gängeviertel, med till större del korsvirkeshus. Området hade förskonats från förstörelse under Andra världskriget och ersattes med ett nytt affärs- och kontorskomplex.

### Sverige
Exempel på statligt subventionerad byggnadssanering var upprustningen av omodern eller halvmodern bebyggelse i Sverige på 1970- och 1980-talen med så kallade ROT-lån (renovering, ombyggnad, tillbyggnad).
En annan byggnads- och stadssanering var den varsamma upprustningen av Mariaberget östra i Stockholm under åren 1970 till 1975.[källa behövs]
Kända exempel på stadssaneringar i Sverige är genomförandet av "Generalplan för Norrmalm och Ladugårdslandet" 1640, Albert Lindhagens stadsplan 1866 och Norrmalmsregleringen på 1950-, 60- och 70-talen i Stockholm samt saneringen av Carolikvarteren i Malmö och citysaneringen i Södertälje.
Flera stadssaneringsprojekt under efterkrigstiden blev efter hand föremål för en upprörd debatt, inte minst under 1960- och 1970-talen. Kritiker talade ofta om projekten i termer som "rivningsraseri" och "kulturmord", och det fanns en hög grad av samstämmighet kring kritiken inom kultureliten.
Vidare exempel
- Östra Nordstaden, Göteborg
- Haga, Göteborg
- Carolikvarteren, Malmö
- Oxelösund
- Nedre Norrmalm, Stockholm
- Båtsmansbacken, Växjö

Museistadsdelar skapade som resultat av stadssaneringar
I flera av de svenska städer där genomgripande saneringar genomfördes flyttades ett urval historiska byggnader i stället för att rivas, och samlades som friluftsmuseer i nyanlagda stadsdelar. 
- Gamla Linköping, Linköping
- Torekällberget, Södertälje
- Wadköping, Örebro
- Jamtli, Östersund

## Stadssaneringar i kulturen
- När Domus kom till stan
- Staden i mitt hjärta